# 음력 4월 28일
음력 4월 28일은 음력 4월의 28번째 날이다.

## 사건
- 기원전 57년 - 혁거세 거서간이 즉위함으로써 신라가 건국되었다.
- 1592년 - 탄금대 전투 발발.
- 2010년 - 한국항공우주연구원의 인공위성인 과학기술위성 2호가 탑재된 나로호가 5시 1분에 발사되었으나 137초후에 통신이 두절되고 페어링 분리 전에 추락했다.
- 2014년 - 경기도 고양시 일산동구 고양종합터미널에서 불이 나 8명이 사망하고 110명이 중경상을 입다.

## 문화
- 2022년 - 
  - 신분당선 강남 ~ 신사 구간 개통.
  - 서울 경전철 신림선 개통.

## 탄생
- 1729년 - 조선의 학자 황윤석.

## 사망
- 2009년 - 대한민국의 배우 여운계.

## 같이 보기
- 음력 360일: 1월 2월 3월 4월 5월 6월 7월 8월 9월 10월 11월 12월
- 전날:4월 27일 다음날:4월 29일 - 전달:3월 28일 다음달:5월 28일
- 양력:4월 28일
- 음력, 윤달